# Navacelles
Navacelles is een gemeente in het departement Gard in de regio Occitanie. De gemeente ligt in het kanton Rousson in het arrondissement Alès. Navacelles heeft 305 inwoners (per 1 januari 2019).

## Geografie
De oppervlakte van de gemeente bedraagt 11,02 km², de bevolkingsdichtheid is 28 inwoners per km² (per 1 januari 2019).
Beneden in Navacelles is een waterval. Verder is Navacelles bekend om het natuurverschijnsel Cirque de Navacelles, een diepe trechtervormige krater aan de rivier de Vis.
De onderstaande kaart toont de ligging van Navacelles met de belangrijkste infrastructuur en aangrenzende gemeenten.

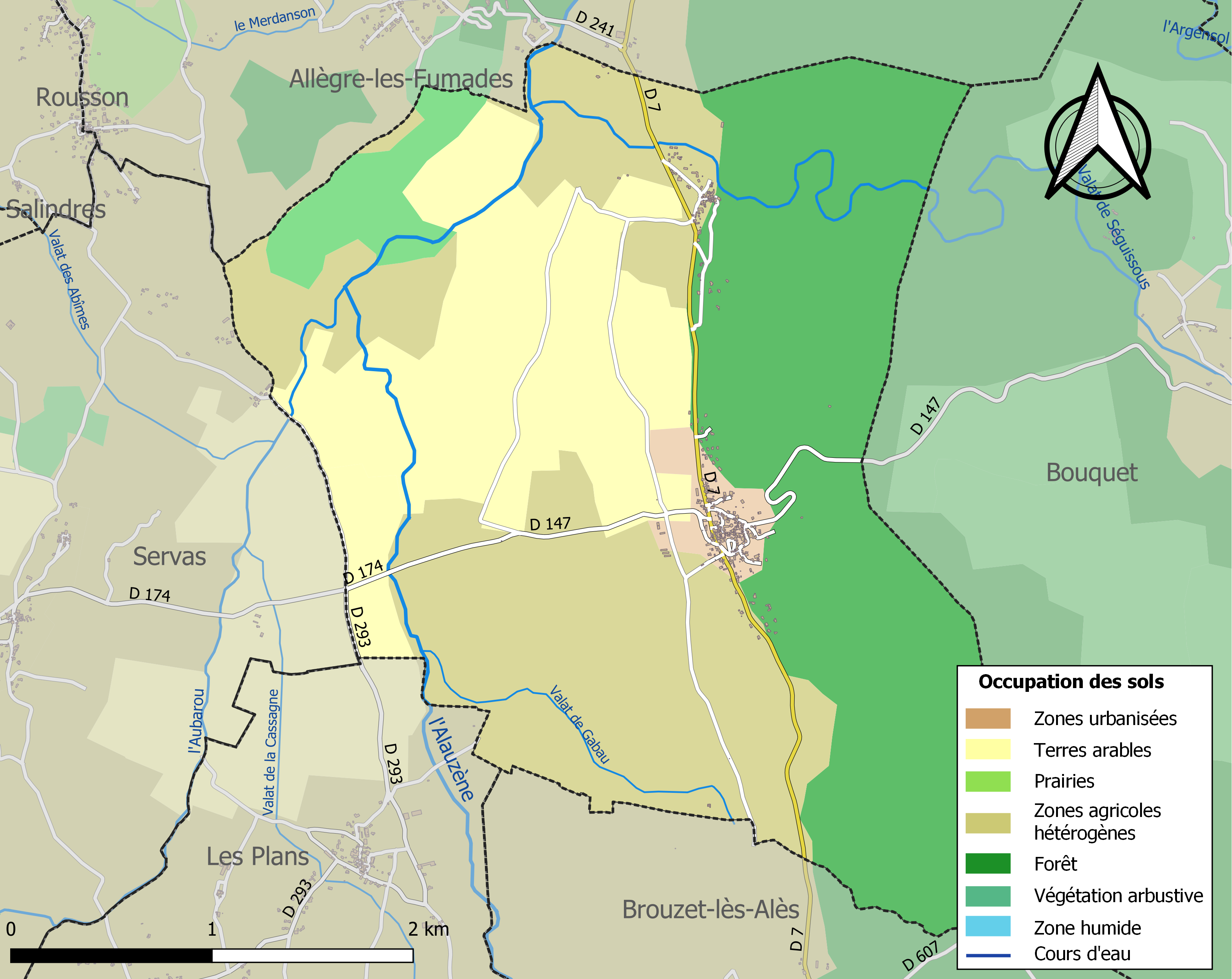

## Demografie
Onderstaande figuur toont het verloop van het inwoneraantal van Navacelles vanaf 1962.
Bron: Frans bureau voor statistiek. Cijfers inwoneraantal volgens de definitie population sans doubles comptes (zie de gehanteerde definities)